# Classic Haribo 2004
La Classic Haribo 2004, undicesima edizione della corsa, si disputò il 22 febbraio 2004 su un percorso di 204 km tra Uzès e Marsiglia. Fu vinta dal norvegese Thor Hushovd, che terminò in 4h49'27". La gara era classificata di categoria 1.3 nel calendario dell'UCI.

## Ordine d'arrivo (Top 10)
| Pos. | Corridore         | Squadra         | Tempo    |
| ---- | ----------------- | --------------- | -------- |
| 1    | Thor Hushovd      | Crédit Agricole | 4h49'27" |
| 2    | Gabriele Balducci | Saeco           | s.t.     |
| 3    | Sébastien Hinault | Crédit Agricole | s.t.     |
| 4    | Angelo Furlan     | Alessio         | s.t.     |
| 5    | Rik Reinerink     | Chocolade Jac.  | s.t.     |
| 6    | Hayden Roulston   | Cofidis         | s.t.     |
| 7    | Jimmy Casper      | Cofidis         | s.t.     |
| 8    | Franck Renier     | Brioches La B.  | s.t.     |
| 9    | Ludovic Capelle   | Landbouwkrediet | s.t.     |
| 10   | Robert Förster    | Landbouwkrediet | s.t.     |